# Jacob Botta-Adorno
Jakob Johann Baptist markýz Botta-Adorno (italsky Giacomo Giovanni Battista marchese Botta d'Adorno) (1729 Cremona – 17. ledna 1803 Brno) byl italský šlechtic a voják ve službách Habsburků. V císařské armádě sloužil od roku 1745 a byl účastníkem dynastických válek druhé poloviny 18. století. Svou kariéru završil jako zemský velitel pro Moravu a Slezsko (1784–1799). V roce 1790 dosáhl nejvyšší armádní hodnosti polního maršála.

## Životopis

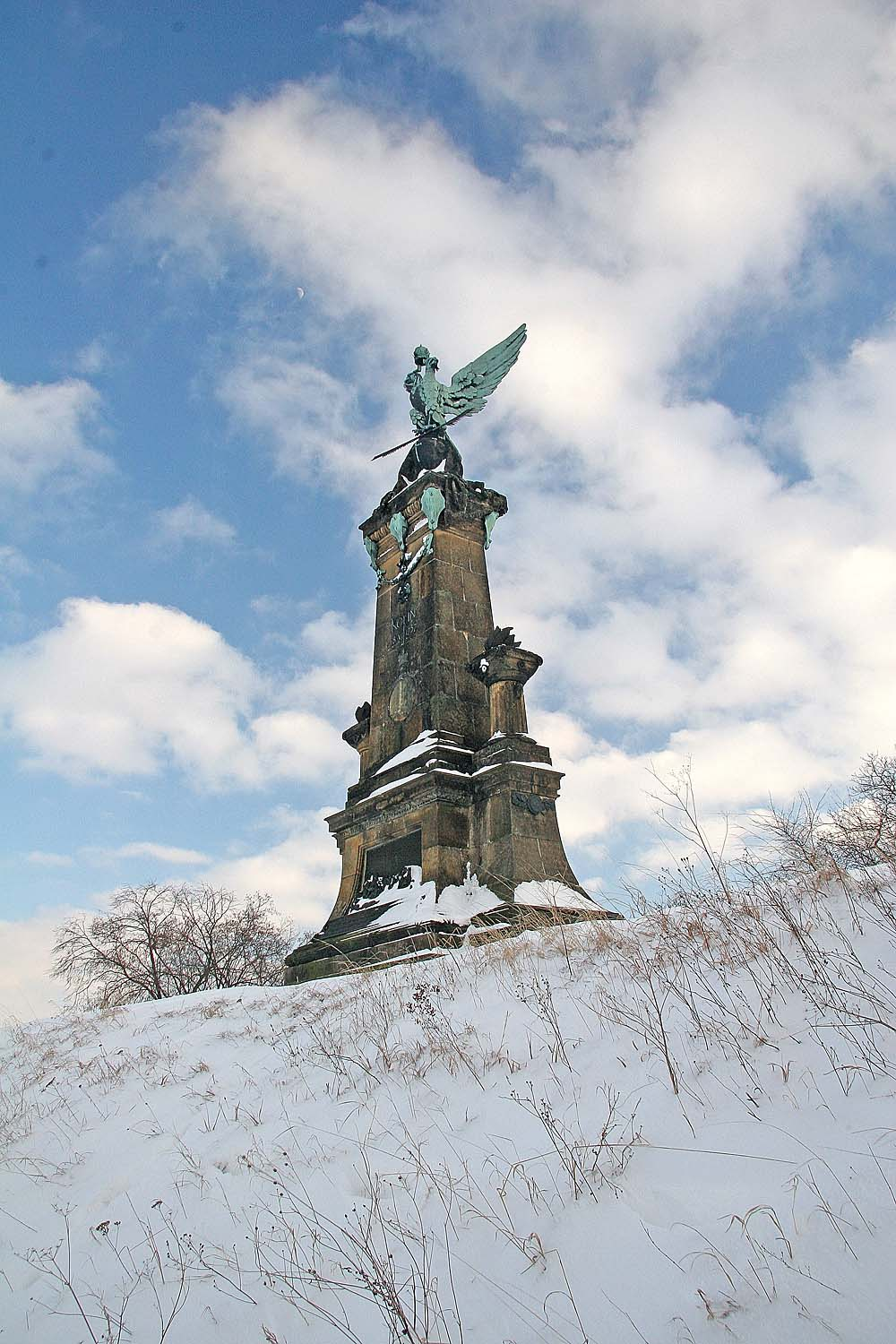
Památník bitvy u Kolína v Křečhoři

Pocházel ze starého šlechtického rodu z Lombardie, z nějž pocházela čtyři janovská dóžata. Narodil se do početné rodiny, měl dvanáct sourozenců, jeho rodiči byli markýz Alessandro Botta dAdorno (1681–1764) a Isabella, rozená Torriglia. Strýc Anton Otto Botta-Adorno (1688–1774) byl polním maršálem a diplomatem ve službách Habsburků. Jacob po vzoru několika příbuzných vstoupil v šestnácti letech do císařské armády a na konci války o rakouské dědictví byl již poručíkem (1748). Poté postupoval v hodnostech (major 1755, podplukovník 1757, plukovník 1758), získal také titul císařského komořího. Bojoval v sedmileté válce a za účast v bitvě u Kolína obdržel rytířský kříž Řádu Marie Terezie při první řádové promoci od jeho založení (1758). Poté byl velitelem pěšího pluku č. 29 dislokovaného v Brně a v roce 1760 dosáhl hodnosti generálního polního vachtmistra (respektive generálmajora).
V době nepřítomnosti maršála Laudona byl dvakrát zastupujícím velitelem na Moravě (1773 a 1774–1775), mezitím byl jmenován polním podmaršálem (1767). Za války o bavorské dědictví byl pověřen velením armádního sboru určeného pro obranu Moravy a Slezska. Nakonec byl dlouholetým zemským velitelem pro Moravu a Slezsko se sídlem v Brně (1784–1798). V roce 1785 byl povýšen na polního zbrojmistra a nakonec se v roce 1790 stal polním maršálem. Jako moravský zemský velitel byl v listopadu 1790 pověřen přivítáním a doprovodem neapolského krále Ferdinanda IV. při jeho návštěvě Brna. Do výslužby odešel v lednu 1799 po patnácti letech ve funkci zemského velitele na Moravě, mezitím byl v roce 1798 jmenován čestným majitelem pěšího pluku č. 1 umístěného v Prostějově. Po odchodu do penze zůstal v Brně, kde také zemřel.
Jeho jméno jako nositele Řádu Marie Terezie je zapsáno mezi účastníky bitvy u Kolína na památníku v Křečhoři.
Starší bratr Josef (Giuseppe) (1725–1799) sloužil také v císařské armádě a do výslužby odešel v roce 1772 v hodnosti generálmajora.